# Demografia Madagascarului

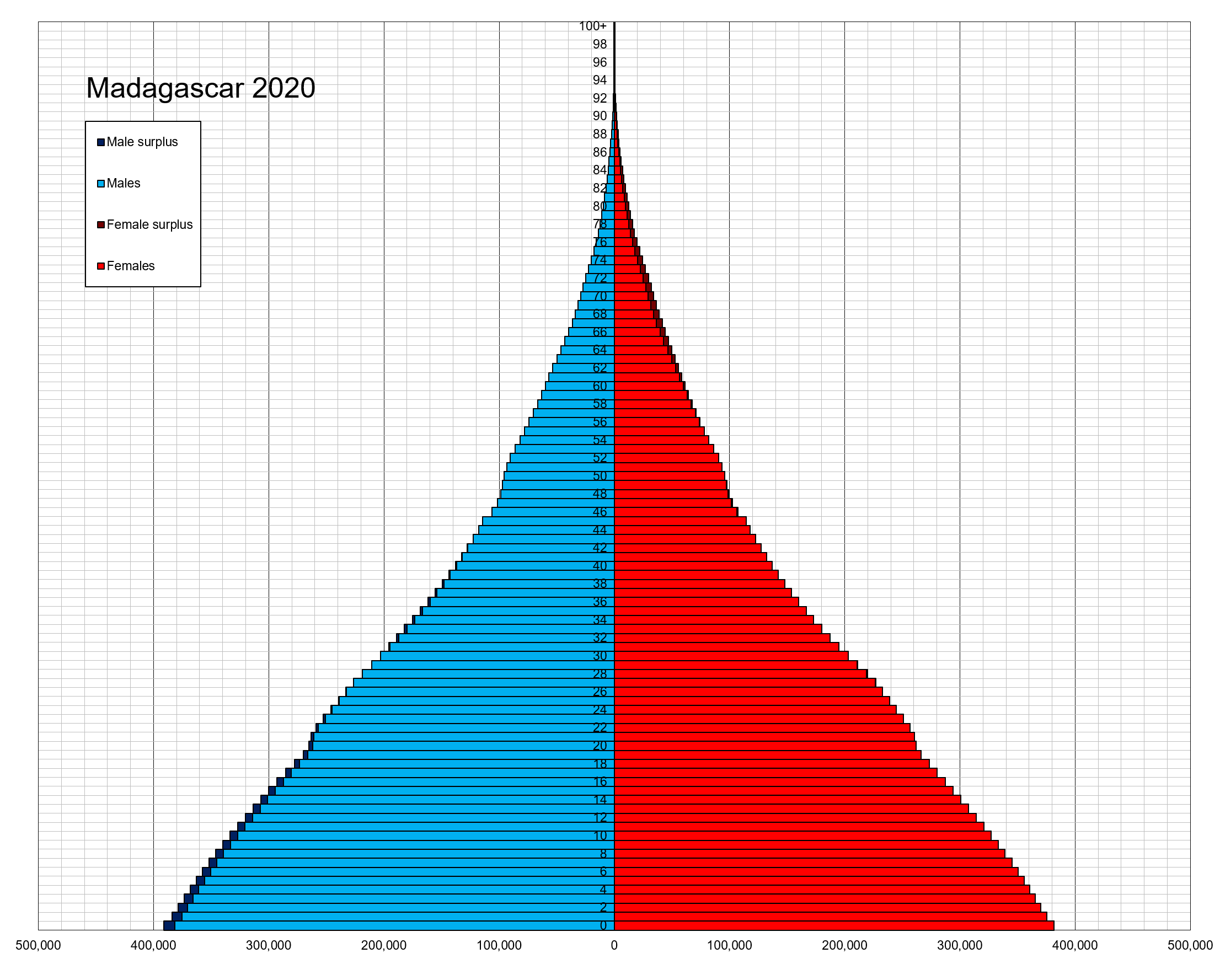
Piramida populației din Madagascar în 2020

Acest articol se referă la caracteristici demografice ale populației din Madagascar, inclusiv densitatea populației, etnicitate, nivelul de educație, sănătatea populației, statutul economic, afilierile religioase și alte aspecte ale populației.
Populația din Madagascar este predominant mixtă de origine austronezieni și est-africani.

## Populație

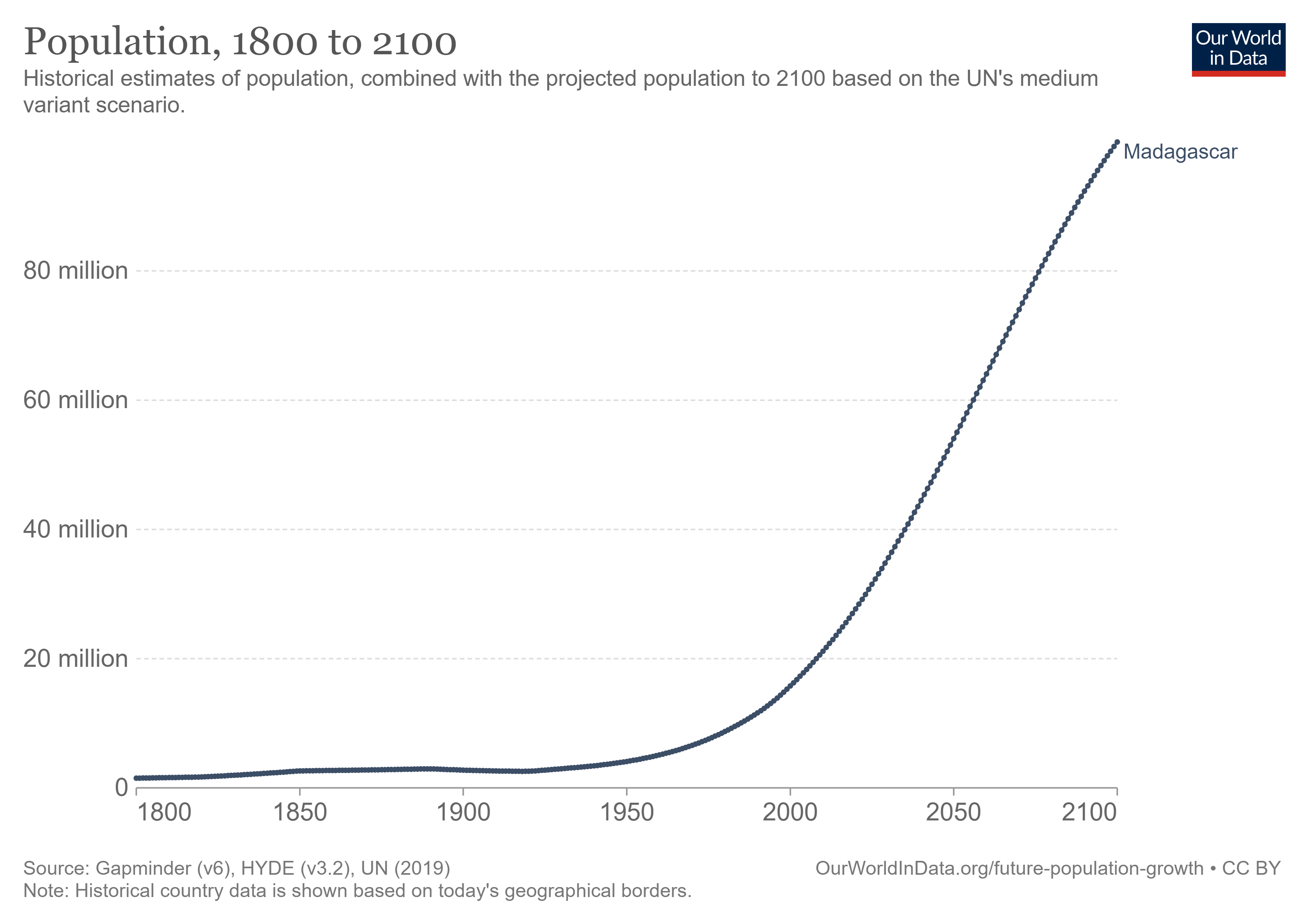
Demografia Madagascarului, Date despre Lumea noastră în date, anul 2022; numărul de locuitori în milioane.

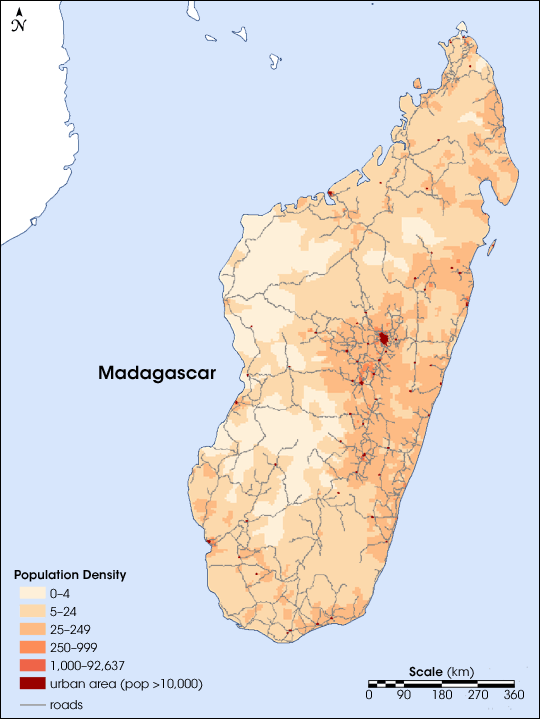
Densitatea populației din Madagascar în 2004

Problema cu estimarea populației în Madagascar este că datele sunt foarte vechi și limitate.  Ultimul recensământ al populației a fost efectuat în 1993, după un recensământ inițial din 1975.  A existat o încercare de recensământ în 2009, dar această încercare a eșuat în cele din urmă din cauza instabilității politice.  Prin urmare, situația demografică este dedusă, dar fiabilitatea oricăror estimări din orice sursă are o marjă mare de eroare. Conform Format:UN Population populația totală era Format:UN Population în Format:UN Population, comparativ cu doar 4.084.000 în 1950. Proporția copiilor sub vârsta de 15 ani în 2010 a fost de 43,1%, 53,8% a fost între 15 și 65 de ani, în timp ce 3,1% a fost de 65 de ani sau mai mult.
|      | Populația totală | Populația cu vârsta cuprinsă între 0 și 14 ani (%) | Populația cu vârsta cuprinsă între 15–64 (%) | Populația în vârstă de peste 65 de ani (%) |
| ---- | ---------------- | -------------------------------------------------- | -------------------------------------------- | ------------------------------------------ |
| 1950 | 4 084 000        | 38.2                                               | 58.6                                         | 3.2                                        |
| 1955 | 4 548 000        | 40.2                                               | 56.6                                         | 3.2                                        |
| 1960 | 5 104 000        | 42.6                                               | 54.1                                         | 3.3                                        |
| 1965 | 5 764 000        | 44.6                                               | 52.0                                         | 3.4                                        |
| 1970 | 6 549 000        | 45.1                                               | 51.3                                         | 3.6                                        |
| 1975 | 7 502 000        | 45.6                                               | 50.6                                         | 3.8                                        |
| 1980 | 8 609 000        | 45.9                                               | 50.5                                         | 3.6                                        |
| 1985 | 9 785 000        | 45.1                                               | 51.6                                         | 3.3                                        |
| 1990 | 11 281 000       | 44.7                                               | 52.1                                         | 3.2                                        |
| 1995 | 13 129 000       | 44.5                                               | 52.4                                         | 3.1                                        |
| 2000 | 15 364 000       | 45.3                                               | 51.6                                         | 3.1                                        |
| 2005 | 17 886 000       | 44.6                                               | 52.3                                         | 3.1                                        |
| 2010 | 20 714 000       | 43.1                                               | 53.8                                         | 3.1                                        |

Estimările populației pe sexe și grupe de vârstă (01.VII.2019):
| Grupa de vârstă | Masculin   | Feminin    | Total      | %       |
| --------------- | ---------- | ---------- | ---------- | ------- |
| Total           | 12 668 593 | 12 919 924 | 25 588 517 | 100     |
| 0–4             | 2 140 990  | 2 208 330  | 4 349 320  | 17.00   |
| 5–9             | 2 046 090  | 2 055 178  | 4 101 267  | 16.03   |
| 10–14           | 1 787 232  | 1 715 544  | 3 502 776  | 13.69   |
| 15–19           | 1 395 251  | 1 354 185  | 2 749 436  | 10.74   |
| 20–24           | 894 670    | 1 035 834  | 1 930 504  | 7.54    |
| 25–29           | 791 824    | 871 146    | 1 662 969  | 6.50    |
| 30–34           | 723 266    | 769 648    | 1 492 914  | 5.83    |
| 35–39           | 657 405    | 701 492    | 1 358 897  | 5.31    |
| 40–44           | 529 353    | 577 400    | 1 106 753  | 4.33    |
| 45–49           | 499 305    | 520 776    | 1 020 081  | 3.99    |
| 50–54           | 446 371    | 379 375    | 825 746    | 3.23    |
| 55–59           | 292 937    | 246 664    | 539 601    | 2.11    |
| 60–64           | 163 388    | 178 418    | 341 806    | 1.34    |
| 65-69           | 111 931    | 108 062    | 219 993    | 0.86    |
| 70-74           | 91 962     | 89 849     | 181 811    | 0.71    |
| 75-79           | 53 430     | 56 044     | 109 474    | 0.43    |
| 80-84           | 29 565     | 33 412     | 62 977     | 0.25    |
| 85+             | 13 625     | 18 568     | 32 193     | 0.13    |
| Grupa de vârstă | Masculin   | Feminin    | Total      | Procent |
| 0–14            | 5 974 312  | 5 979 052  | 11 953 364 | 46.71   |
| 15–64           | 6 393 768  | 6 634 937  | 13 028 705 | 50.92   |
| 65+             | 300 513    | 305 935    | 606 448    | 2.37    |

### Proiecțiile ONU privind populația
Proiecțiile variantelor medii ale ONU:
| An   | Populația proiectată (mii) |
| ---- | -------------------------- |
| 2015 | 23,852                     |
| 2020 | 27,365                     |
| 2025 | 31,217                     |
| 2030 | 35,333                     |
| 2035 | 39,643                     |
| 2040 | 44,132                     |
| 2045 | 48,782                     |
| 2050 | 53,561                     |